# سانگریا

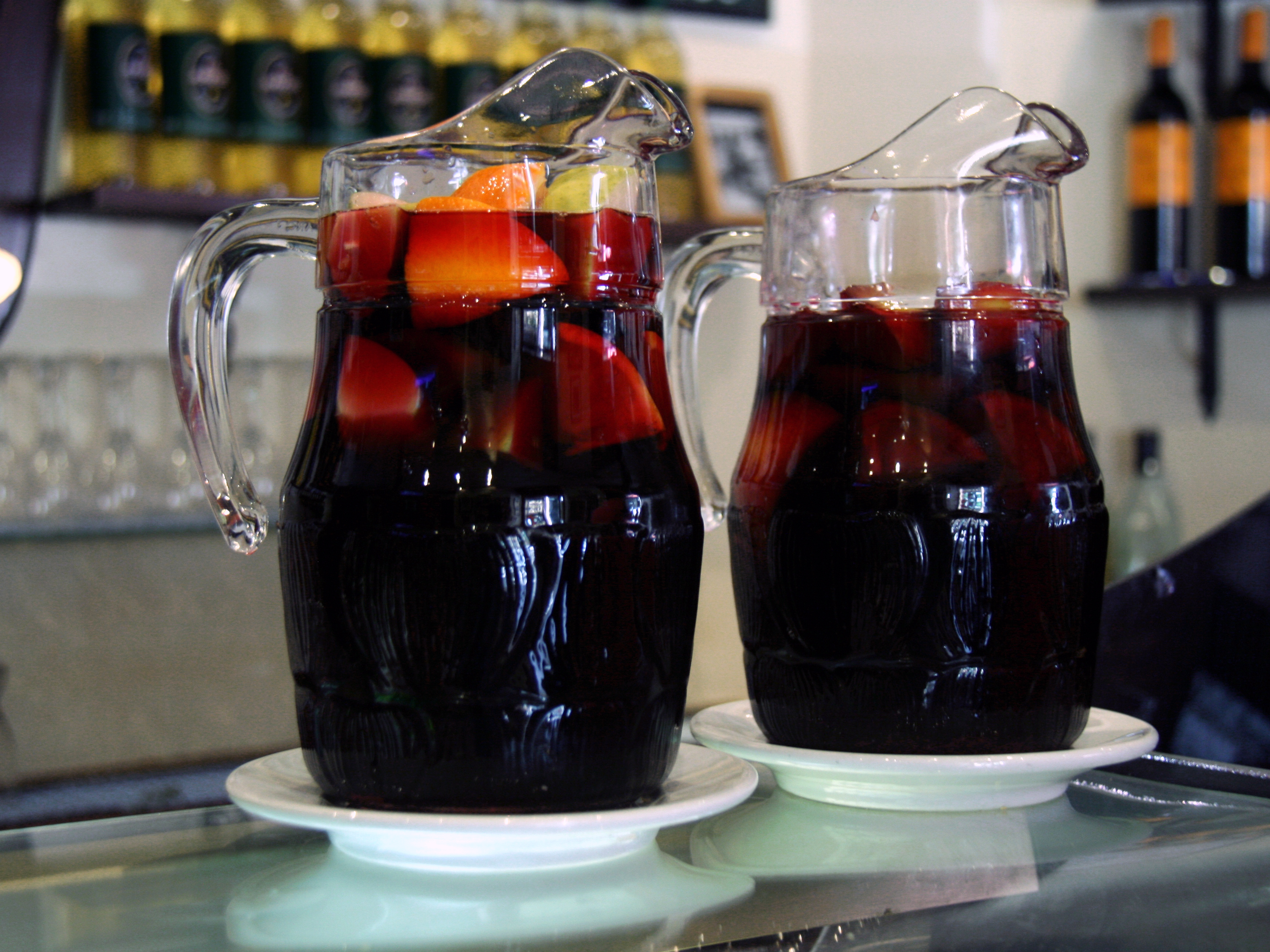
دو پارچ سنگریا

سانگریا نوشیدنی الکلی اسپانیایی است.این نوشیدنی به صورت سنتی  شامل شراب قرمز و تکه‌های میوه می‌باشد و اغلب مواد دیگری مانند آب پرتقال و برندی هم با آن مخلوط می‌شوند. 